# Meldon Viaduct
Das Meldon Viaduct ist eine ehemalige Eisenbahnbrücke über den West Okement River bei dem Dorf Meldon in der Nähe von Okehampton am Rande des Dartmoor in der englischen Grafschaft Devon. Sie ist eine der letzten in Großbritannien noch existierenden schmiedeeisernen Trestle-Brücken; das Bennerley Viaduct ist eine andere.

## Geschichte
Die zunächst eingleisige Brücke wurde zwischen 1871 und 1874 nach Plänen von W. R. Galbraith für die Strecke der London and South Western Railway von Exeter via Okehampton im Norden des Dartmoor nach Plymouth gebaut. Die Strecke von Exeter nach Plymouth via Teignmouth an der Südküste und entlang des südlichen Randes des Dartmoor war bereits nach Plänen von Isambard Kingdom Brunel von der South Devon Railway gebaut worden, einem mit der Great Western Railway verbundenen Unternehmen.
1879 wurde sie zu einer zweigleisigen Brücke erweitert, indem ein zweites Bauwerk so dicht neben dem ersten gebaut wurde, dass sich dessen Pfeiler mit den Pfeilern der ersten überlappten.
In den folgenden Jahrzehnten wurde die Brücke immer wieder verstärkt, um den gestiegenen Lasten der Lokomotiven und Waggons standzuhalten.
1968 wurde der über Meldon hinausgehende Verkehr eingestellt und das zweite Gleis zurückgebaut. Die Brücke diente dann hauptsächlich dem Rangierverkehr des benachbarten Steinbruchs. 1970 wurde auf ihr eine Baustraße für den Bau der nahegelegenen Meldon-Talsperre eingerichtet. Seit 1976 ist die Brücke denkmalgeschützt. 1990 wurde die Brücke als zu schwach für den Eisenbahnverkehr befunden und das verbliebene Geleis entfernt.
Sechs Jahre später wurde sie umgebaut zu einem Teil eines 18 km langen Geh- und Radwanderweges zwischen Okehampton und Lydford, der im National Cycle Network als The Granit Way bekannt ist.

## Beschreibung
Die in einer leichten Biegung verlaufende Brücke ist 164,6 m lang. Ihre sechs Öffnungen werden von jeweils 27,43 m (90 ft) langen und 2,74 m (9 ft) hohen Fachwerkträgern (Warrenträger) mit oben liegenden Gleisen überbrückt. Die Widerlager bestehen aus gusseisernen Rohren, die mit Beton gefüllt wurden und allseitig von der steinernen Hangauffüllung gestützt werden. Die fünf schmiedeeisernen Pfeiler sind maximal 47 m (154 ft) hoch und bestehen jeweils aus 4 annähernd vertikalen Rohren, die durch schräge Stangen und Flacheisen versteift sind.
Das zweite Brückenbauwerk wurde in den Pausen zwischen den einzelnen Zügen errichtet. Die Pfeiler wurden abschnittsweise von einem Kran an ihren Platz gehoben, der neben ihren Gleisen montiert wurde. Die neuen Warrenträger wurden neben der Brücke zusammengenietet und von zwei auf den Gleisen fahrenden und von einer Lokomotive gezogenen Kranen an beiden Enden angehoben und an ihren Platz auf den neuen Pfeilern gefahren. Verstellbare Gegengewichte an den Kranen sorgten für ihr Gleichgewicht. Innerhalb 16 Wochen war die Montage von Pfeilern und Trägern abgeschlossen.